# Панаца (Савона)
Панаца је насеље у Италији у округу Савона, региону Лигурија.
Према процени из 2011. у насељу је живело 32 становника. Насеље се налази на надморској висини од 370 м.